# Fyra små rätter

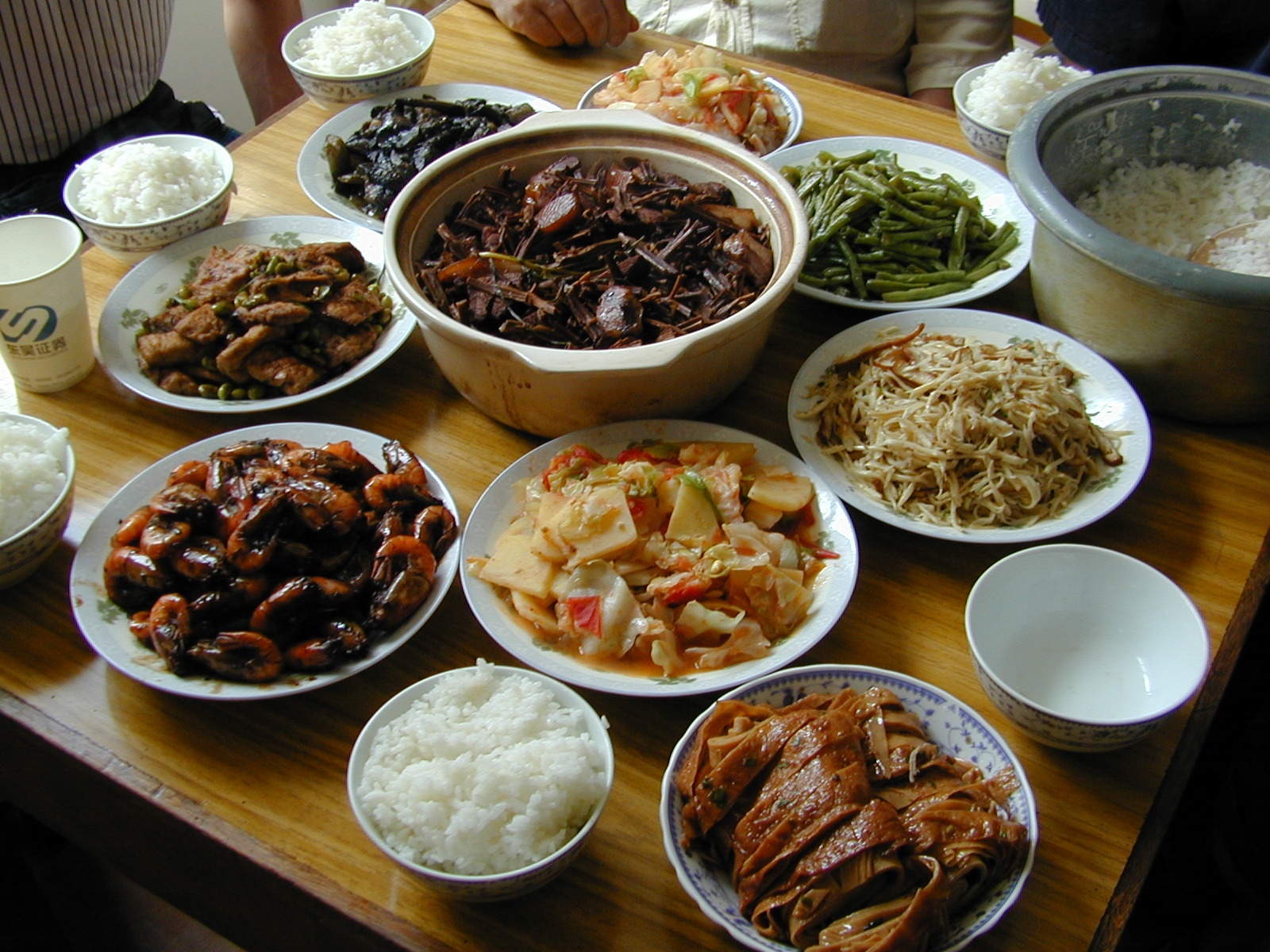
Fyra små rätter är en variant på ett traditionellt kinesiskt middagsbord (bilden) där måltidsgästerna delar på flera rätter under samma måltid

Fyra små rätter (四小菜), ibland tre små rätter (三小菜) är en populär och mycket vanligt förekommande valmöjlighet på matsedeln på svenska kinarestauranger. Kombinationen varierar något, men grunden är i allmänhet jätteräkor, fläsk, biff och kyckling, där de två förstnämnda vanligen serveras friterade med sötsur sås. Samtliga rätter anländer till bordet samtidigt, tillsammans med riset, ofta på en speciell plasttallrik med fem fördjupningar och äts utan någon speciell inbördes ordning.
I Kina ses ofta tre rätter (菜, cài), en soppa och ris som det minsta en måltid kan bestå av, och Fyra små rätter är ett sätt att anpassa den tanken till ensamma restauranggäster eller till sällskap som inte på kinesiskt vis delar på gemensamt beställda rätter.
I Sverige introducerades "Fyra små rätter" 1973 av krögaren Erland Yang Colliander på restaurang Shanghai (fd. Java) i Stockholm.
Vanliga rätter i Fyra små rätter är exempelvis:
- Friterade räkor med sötsur sås
- Biff med bambuskott
- Friterat fläsk med sötsur sås
- Kyckling i currysås